# Хэджер, Томас
Томас Хэджер (англ. Thomas Hager; 18 апреля 1953) — американский писатель.

## Карьера
Томас Хэджер является автором двенадцати книг по здравоохранению и науке, а также более 100 тематических и новостных статей в различных популярных и профессиональных периодических изданиях. В число его национальных наград входит награда Американского химического общества имени Джеймса Т. Грэйди — Джеймса Х. Стека 2017 года за интерпретацию химии для общественности.
Книга Хэджера « Десять лекарств», выпущенная в 2019 году, стала бестселлером № 1 на Audible.com и была переведена на одиннадцать иностранных языков. Его книга 2008 года «Алхимия воздуха» стала финалистом Национальной премии в области коммуникации между академиями; вошла в список «Лучших книг года» по версии журнала Kirkus Reviews.
Уроженец Орегона, Хэджер начал свою писательскую карьеру после получения степени магистра в области медицинской микробиологии и иммунологии в Университете наук о здоровье штата Орегон и второго магистра в области журналистики в Университете штата Орегон. Работал стажёром по связям с общественностью в Национальном институте рака, работал внештатным медицинским писателем, был постоянным сотрудником журнала American Health и корреспондентом новостей на Западном побережье для журнала Американской медицинской ассоциации. В 1983 году Хэджер стал одним из основателей журнала LC Magazine, профессионального издания для учёных. В Университете Орегона он десять лет редактировал журнал Oregon Quarterly, а затем несколько лет занимал пост директора по коммуникациям и маркетингу и директора прессы Университета. Позднее стал профессором журналистики и коммуникации в Университете Орегона.

## Личная жизнь
Женат на Лорен Кесслер. У них трое детей: Джексон, Зейн и Элизабет.

## Труды
- Ten Drugs: How Plants, Powders, and Pills Have Shaped the History of Medicine, 2019, Abrams Press.
- Understanding Statins: Everything You Need to Know About the World's Bestselling Drugs - And What to Ask Your Doctor Before Taking Them, 2016, Monroe Press.
- Understanding Abilify: An Easy-to-Read Guide to Uses, Benefits, Side Effects, Withdrawal, and More, 2016, Monroe Press.
- The Alchemy of Air: A Jewish Genius, a Doomed Tycoon, and the Scientific Discovery that Fed the World but Fueled the Rise of Hitler, 2008, Harmony/Crown; paperback, audio, and digital editions.
- The Demon under the Microscope: From Battlefield Hospitals to Nazi Labs, One Doctor’s Heroic Search for the World’s First Miracle Drug, 2006, Harmony/Crown; paperback, audio, and digital editions.
- Linus Pauling: Scientist and Peacemaker, 2001, ed. with Clifford Mead, OSU Press.
- Linus Pauling and the Chemistry of Life, 1998, Oxford University Press.
- Force of Nature: The Life of Linus Pauling, 1995, Simon & Schuster.
- Aging Well, 1990, with Lauren Kessler, Fireside Press.